# Shorea acuminatissima
Shorea acuminatissima är en tvåhjärtbladig växtart som beskrevs av Symington. Shorea acuminatissima ingår i släktet Shorea och familjen Dipterocarpaceae. Inga underarter finns listade i Catalogue of Life.